# Bandial
Bandial, även gújjolaay eegimaa, banjal, banjaal, eegima, eegimaa, är ett jolaspråk i Senegal med 11 200 talare (2006).
Det finns radioprogram på språket. Talare av bandial använder också franska eller wolof.